# Hylodesmum laterale
Hylodesmum laterale är en ärtväxtart som först beskrevs av Anton Karl Schindler, och fick sitt nu gällande namn av Hiroyoshi Ohashi och Robert Reid Mill. Hylodesmum laterale ingår i släktet Hylodesmum och familjen ärtväxter. Inga underarter finns listade i Catalogue of Life.